# ウェイ・アウト・ウエスト (フェスティバル)
ウェイ・アウト・ウエスト（Way Out West）は、スウェーデンのヨーテボリで毎年8月に開催される野外音楽フェスティバル。ロック、エレクトロニック、ヒップホップを中心に様々なジャンルのアーティストが出演する。メインのフェスティバルに加え、クラブコンセプトのStay Out Westも開催され、街中の様々な会場でアフターアワーのライブが行われる。

## 概要
メインのフェスティバルは、ヨーテボリ中心部にある137ヘクタールの敷地を持つスロッツコーゲン公園で開催される。夜になると、ヨーテボリの中心部とその周辺にあるヨーテボリ・スタジオなどの様々な会場でライブが行われる。
2007年8月、第1回目のフェスティバルが開催された。2012年に本格的な3日間のフェスティバルとなり、木曜日にもスロッツコーゲンでライブが行われるようになった。音楽以外にも、スロッツコーゲンでの美術展や市内の映画館での映画上映など、他の文化活動も盛り込まれるようになる。
ウェイ・アウト・ウエストは、環境に優しいことに重点を置いており、スウェーデンで初めてKRAV（環境団体）の認定を受けたフェスティバルでもある。2012年、環境への配慮を理由にアーティスト、スタッフ、来場者に提供されるすべての食事をベジタリアンにすることを初日の前夜に発表した。この決定は、賛否両論を呼び起こし大きな騒ぎとなった。この論争は、ヨーテボリのタブロイド紙GTがフェスティバルの入り口の外でソーセージとミートボールを無料で配ったことで頂点に達した。

## ギャラリー

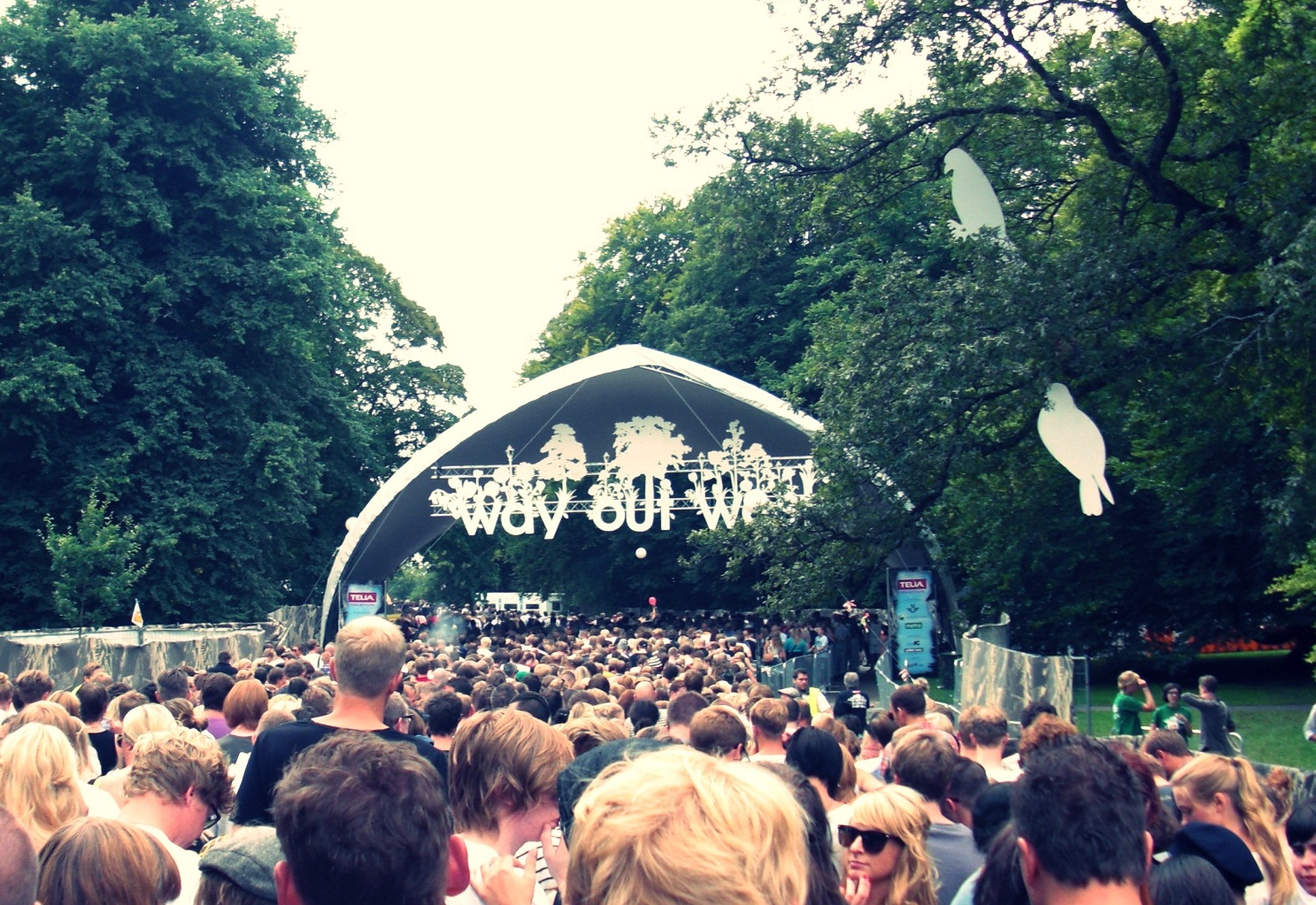
2010
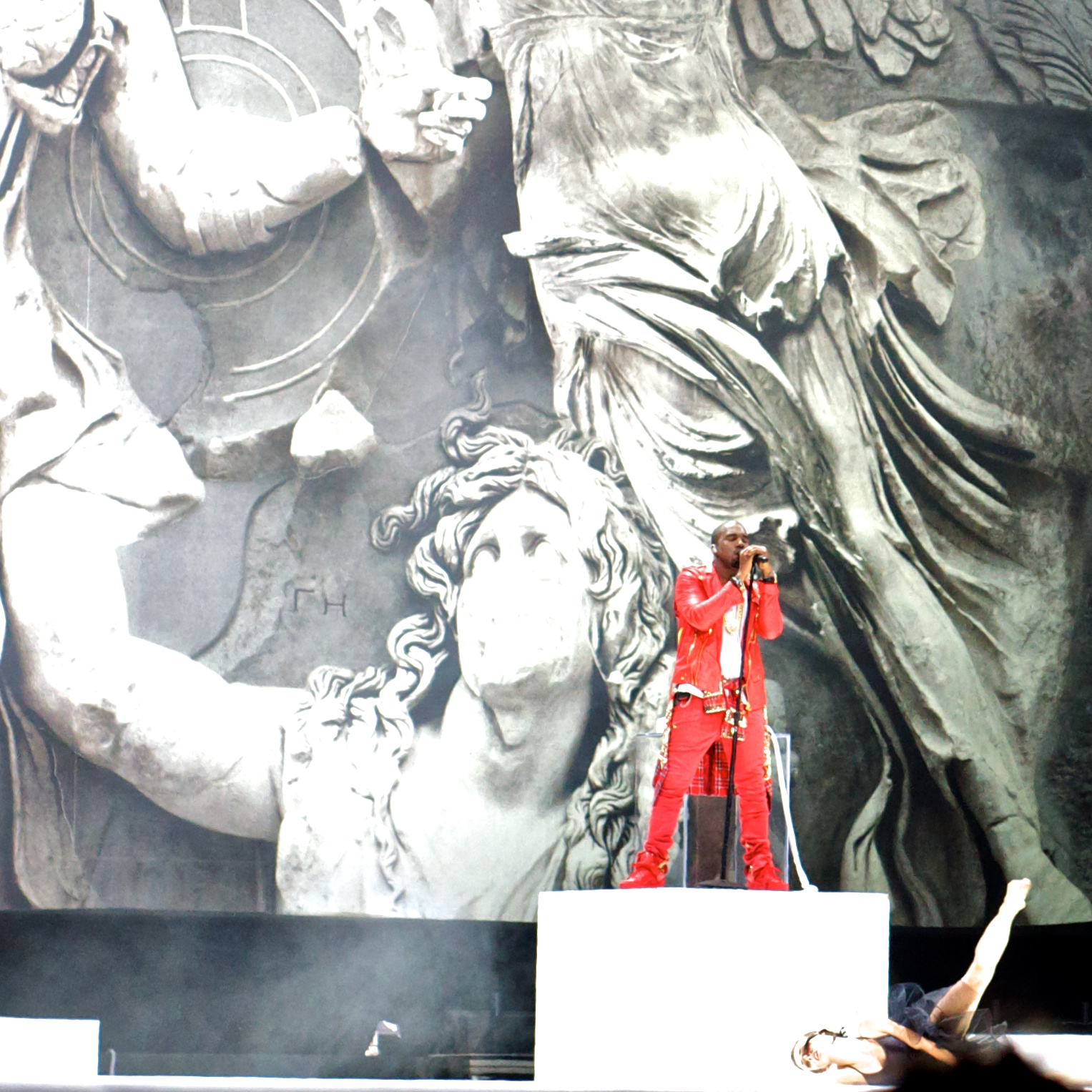
2011
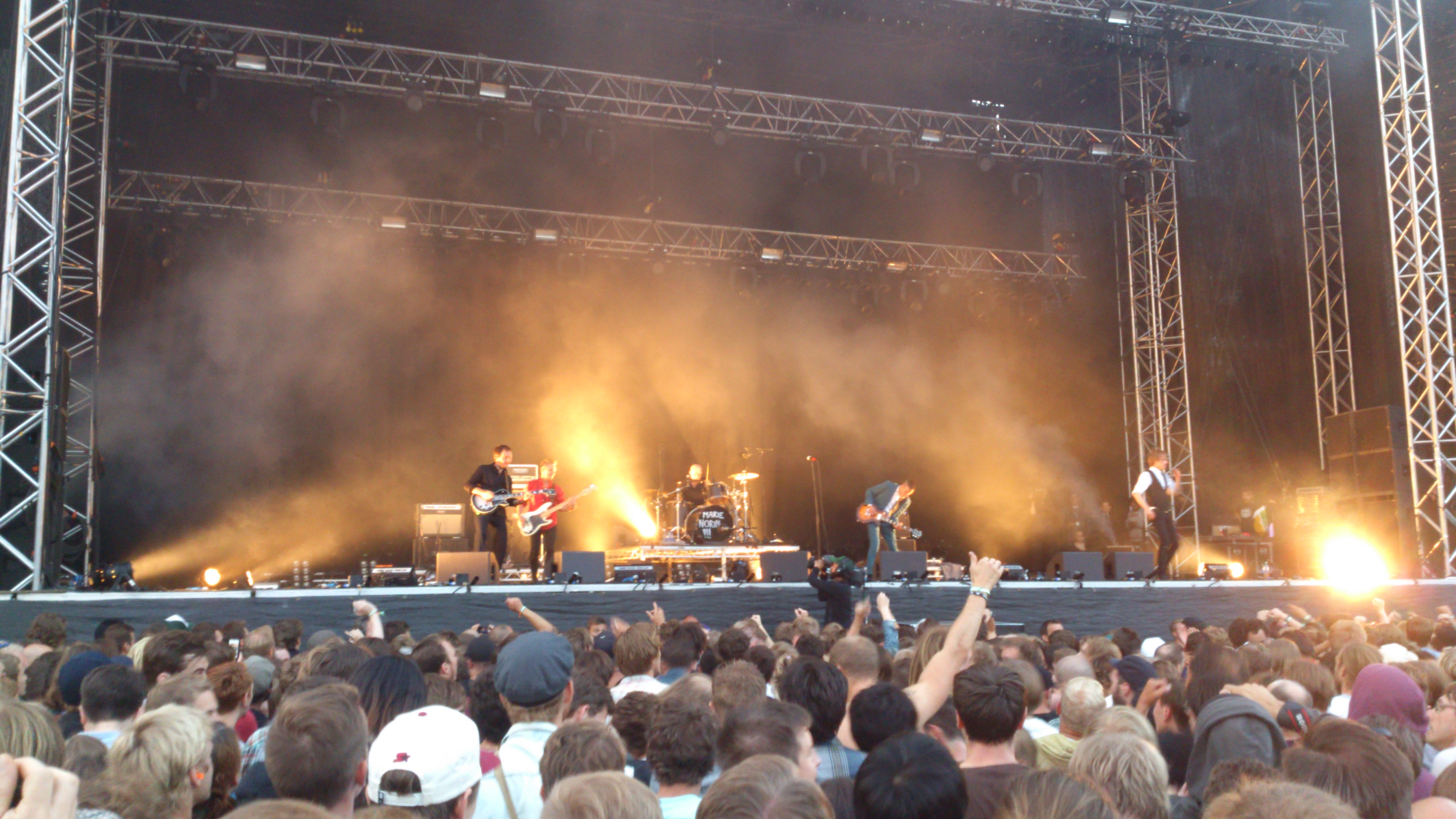
2012